# هی، هی، برخیز!
«هی، هی، برخیز!» (انگلیسی: Hey, Hey, Rise Up!؛ که گاهی به صورت «Hey Hey Rise Up» نوشته می‌شود) ترانه‌ای از گروه راک انگلیسی پینک فلوید است که در ۸ آوریل ۲۰۲۲ بر روی پلتفرم‌های دیجیتال منتشر شد. این آهنگ بر پایه سرود اوکراینی سال ۱۹۱۴ به نام «ای، ویبورنوم سرخ در چمنزار» (Oh, the Red Viburnum in the Meadow) ساخته شده و شامل آواز به زبان اوکراینی توسط آندری خلیونیوک، خواننده گروه اوکراینی بوم‌باکس، است.
«هی، هی، برخیز!» نخستین اثر موسیقی ضبط‌شده توسط پینک فلوید پس از ترانۀ «رساتر از کلمات» در سال ۲۰۱۴ است. دیوید گیلمور، گیتاریست گروه، با الهام از حمایت از اوکراین در جریان حمله روسیه به اوکراین در سال ۲۰۲۲، این ترانه را ضبط کرد. پینک فلوید همچنین موزیک ویدیوی این ترانه را با کارگردانی مت وایت‌کراس منتشر کرد که تصاویری از زندگی در میان دشواری‌های جنگ را به نمایش می‌گذارد. این تک‌آهنگ در ۱۵ ژوئیه ۲۰۲۲ به‌صورت سی‌دی و وینیل منتشر شد، همراه با نسخه جدیدی از ترانه «روزی بزرگ برای آزادی» از سال ۱۹۹۴ پینک فلوید. تمامی عواید حاصل از فروش به صندوق کمک‌های بشردوستانه اوکراین اختصاص یافت.